# Fontaine (Borgogna-Franca Contea)
Fontaine è un comune francese di 624 abitanti situato nel dipartimento del Territorio di Belfort nella regione della Borgogna-Franca Contea.
Il territorio comunale è attraversato dal fiume Saint-Nicolas.

## Società

### Evoluzione demografica
Abitanti censiti